# Augurksoep

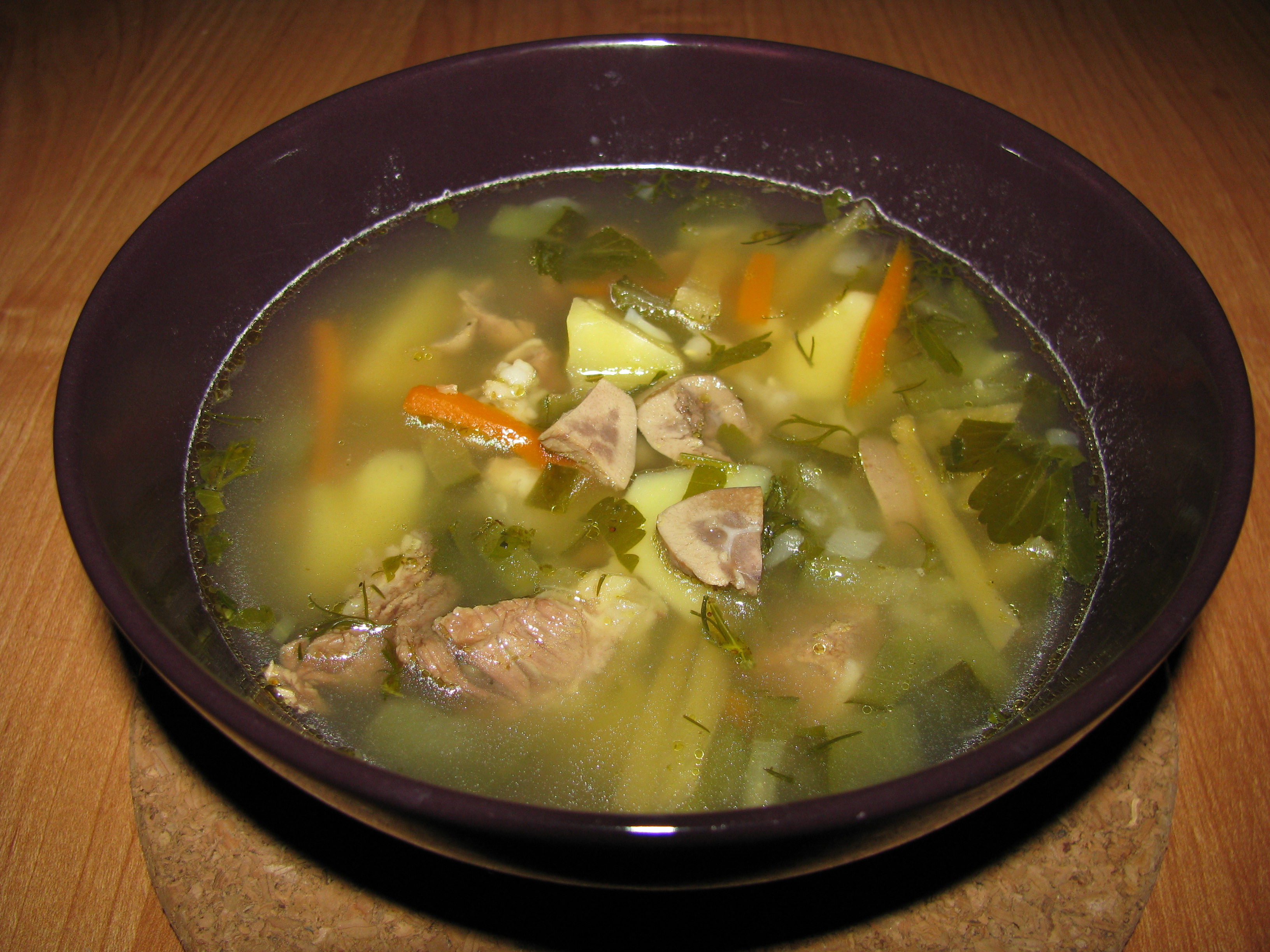
Rassolnik

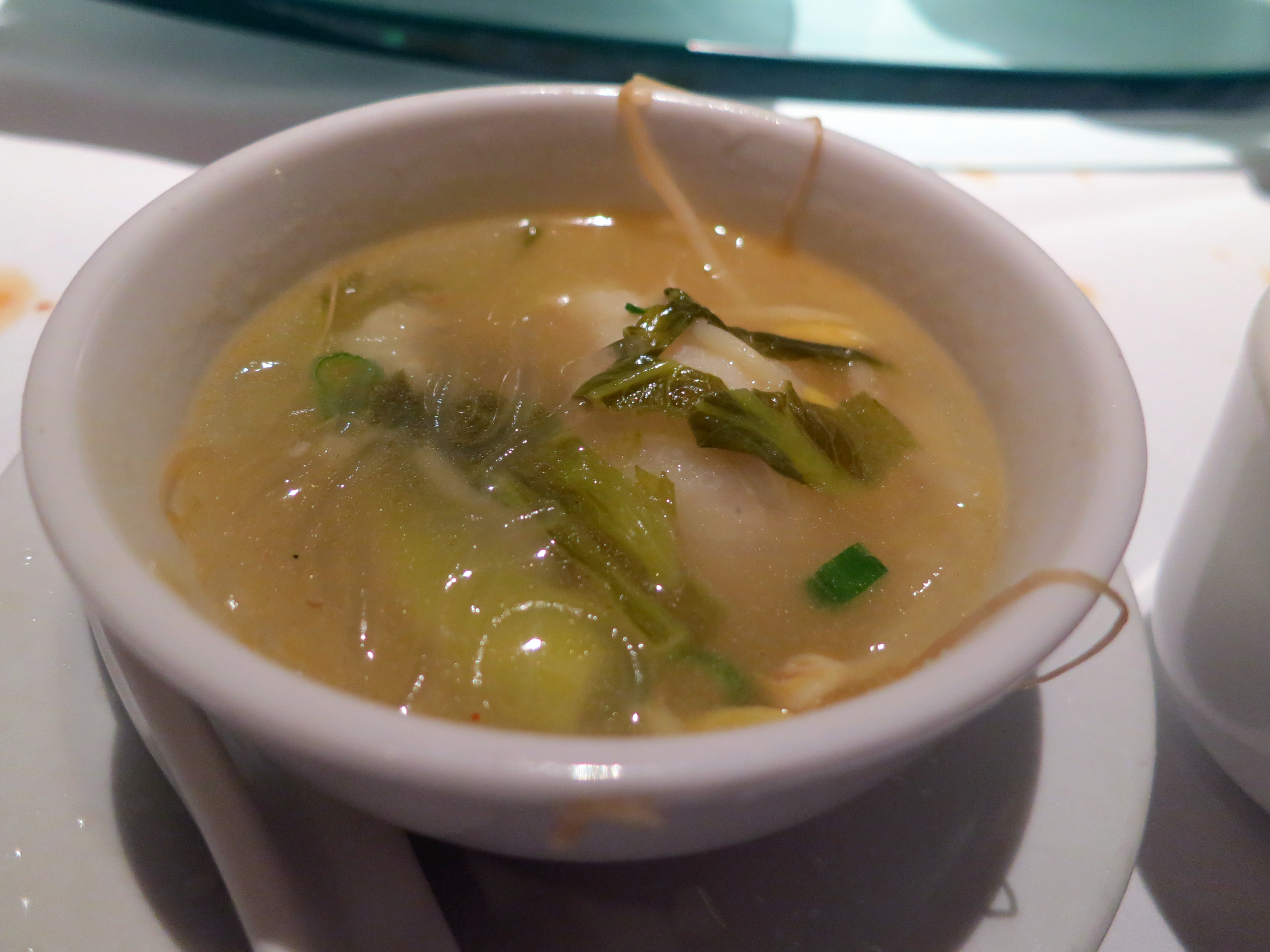
Ingelegde mosterd- en visfilet soep

Augurksoep is een bepaald soort soep bereid met verschillende soorten ingelegde groenten.

## Dille-augurksoep
Dille-augurksoep is een variëteit bereid met ingelegde komkommer. Sommige versies gebruiken geraspte dille-augurk bij de bereiding. Sommige restaurants in de Verenigde Staten bieden het gerecht aan hun klanten aan, zoals Poolse supermarkten en restaurants in het zuidelijke stadsdeel van Chicago. 
Een soortgelijk gerecht is Rassolnik, een zure soep uit de Russische keuken, bereid met als hoofdingrediënten bouillon, dille-augurk, kalfs- of lamsnieren, parelgort en aardappel. Het belangrijkste onderdeel van rassolnik is de augurkpekel die in het Russisch rassol wordt genoemd. Extra ingrediënten kunnen runderbouillon, wortel, prei, zout, peper en andere zijn. Het kan worden geserveerd gegarneerd met zure room. 
Zupa ogórkowa is een traditionele Poolse dille-augurksoep, bereid met gepekelde augurken in Poolse stijl. Sommige versies gebruiken standaard dille-augurken of koosjere dille-augurken in plaats van de specifieke Poolse variant. Primaire ingrediënten zijn onder meer bouillon, augurken en aardappel. De smaak van de soep kan variëren afhankelijk van het soort bouillon dat gebruikt wordt, zoals groentebouillon of vleesbouillon. Varkensbeenderen kunnen worden gebruikt om een bouillon op basis van vlees te bereiden. De soep kan ook selderij, wortel, knoflook, room, eigeel, dille, zout en peper bevatten.  